# Roeien (sport)

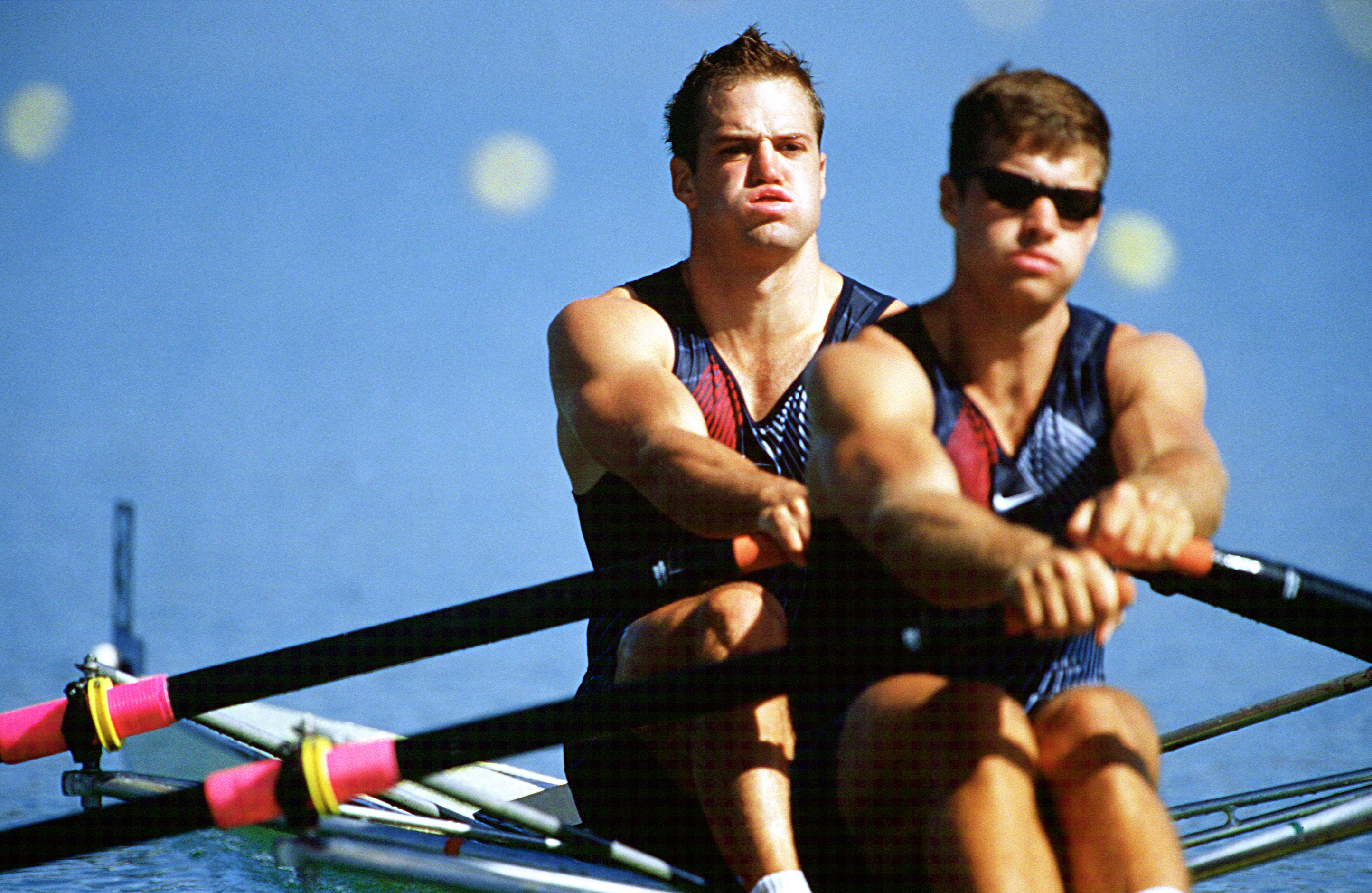
Scullen

Roeien is een sport waarbij met behulp van roeiriem een roeiboot vooruit gestuwd wordt. Roeien onderscheidt zich van kanoën omdat de roeiers tegengesteld aan de vaarrichting kijken. Ook levert de boot het draaipunt voor de roeiriem, terwijl bij kanoën de peddel geen verbinding met de boot heeft. Als sport kan roeien individueel of in ploegverband beoefend worden.
Er is een aantal verschillende disciplines bij het roeien. In de skiff, een boot voor één persoon, wordt er altijd geroeid met twee riemen. Bij boten met twee of meer roeiers zijn er twee mogelijkheden. Of iedere roeier heeft één riem (boordroeien) of iedere roeier heeft twee riemen (scullen). In het grootste reguliere nummer, de acht met stuur, wordt altijd geroeid met één riem per roeier.
Een andere, minder bekende vorm van roeien is sloeproeien.

## De bemanning
In alle boten -behalve de skiff- hebben de plekken in de boot een nummer. Deze nummering begint bij de boeg van de boot en eindigt achterin. De roeier voorin, 'op boeg' heeft dus altijd nummer één.
Er zijn een paar speciale posities:
Slag
De slag zit geheel achter in de boot. Hij/zij zit met de rug naar de overige roeiers, de anderen moeten exact het tempo volgen. De slag kan ook gemakkelijk communiceren met de stuurvrouw/man indien deze achter in de boot zit. Het is de verantwoordelijkheid van de slag om gedurende een race een constant tempo te varen, en eventueel te versnellen wanneer dat door de stuur aangegeven wordt. De slag is vaak de meest ervaren roeier van een boot.
Boeg
De boeg zit helemaal voor in de boot en ziet de overige roeiers in de boot op de rug. In ongestuurde boten is de boeg meestal verantwoordelijk voor het sturen van de boot en voor het geven van commando's. Er zijn ook boten waarbij de stuur in de boeg ligt in plaats van achterin. In die boten moet de stuur nog veel vertrouwen op communicatie met de boeg, zij/hij kan immers achterop komend verkeer niet aan zien komen.
Stuurman/stuurvrouw
De stuur:
- stuurt de boot
- moedigt de bemanning aan
- geeft aan de bemanning door hoe ze in het veld liggen
- geeft strategische commando's, geeft aan wanneer er versneld moet worden

Het is handig wanneer de stuurman/vrouw licht is, dan hoeft een ploeg zo min mogelijk extra gewicht mee te dragen. Er zijn echter wel minimum gewichtseisen. Wanneer de stuur te licht is moet er extra ballast meegenomen worden.
De waarde van een goede stuurvrouw zit niet zozeer in het recht houden van de boot. De waarde zit in het motiveren, in het de ploeg er toe brengen nog net iets meer te doen wanneer ze al op hun maximumvermogen zitten. Wanneer een stuurman het vertrouwen van de ploeg heeft gewonnen zie je dat ook direct terug in de race, de roeiers leveren meer dan wat er van ze verwacht werd. De verantwoordelijkheid van de stuur maakt wel dat diegene soms wat buiten de ploeg kan staan, hij moet namelijk ook duidelijk aangeven wanneer iemand niet voldoende presteert. Hij heeft dus een duidelijke coach-verantwoordelijkheid.
Degene die stuurt gebruikt voor de communicatie in de boot een roeptoeter. Maar die is inmiddels bij het serieuze sportroeien vervangen door een geluidsinstallatie in de boot, met een speaker per roeiplaats.
De coach
Gebruikelijk fietst de coach mee met de boot en geeft vanaf de wal aanwijzingen. Daar werd een megafoon voor gebruikt, maar in de huidige tijd is dat een aan de geluidsinstallatie van de boot gekoppelde voorziening. Een coach in de boot heeft nauwelijks zicht op de roeibeweging en is afhankelijk van het gevoel om te bepalen of het maximum eruit wordt gehaald. Vanaf de wal kunnen veel gemakkelijker fouten in de roeibeweging worden geconstateerd, zoals het "door het bankje trappen" of een "pikhaal".

## Roeitechniek
In het roeien zijn vijf fasen te onderscheiden:
1. Fasering van de haal
2. Krachtig afstuwen
3. Bodypreparation
4. Versnelling door de hele haal/drifting in the catch
5. Contrast haal

1 Dit is gebaseerd op het idee dat de benen het sterkst zijn gevolgd door de rug en dan de armen. Probeer met de schoenzool het vliegwiel tegen te houden: de rug komt pas als de benen helemaal uitgetrapt zijn, de armen komen pas na het voltooien van de rugzwaai. Hiernaast hebben de spieren een bepaald kracht-snelheidsverband; grote kracht-lage snelheid, kleine kracht-hoge snelheid.
Speciale combinaties zijn te trainen
Je moet oproepen door met losse voeten in de hielen van de schoenen te roeien. Men krijgt dan een reflex om de rugzwaai te stoppen en explosief de armen naar zich toe te trekken op het moment dat men voelt dat de voeten loskomen en het evenwicht naar achteren dreigt te verliezen. Als men maar goed doortrapt naar het eind van de trap, gaat het overnemen van benen naar rug 'vanzelf' goed. Bij rug naar armen moet dus coördinatie aangeleerd worden.
2 Tijdens het grootste deel van de rugzwaai wordt de in de romp opgeslagen bewegingsenergie samen met de spiervermogen via de gestrekte armen aan het water afgegeven.
Afstuwen: Op 'het juiste moment' nemen de schouder(s) en de armen het versnellen van de boot over van de rug. De schouders roteren om de ruggengraat en de buitenarm wordt in horizontale positie met de elleboog goed naar de boegbal doorgetrokken(boord), bij scullen worden de schouders naar achteren getrokken en de borst naar voren geduwd. Resultaat moet zijn dat in de laatste '10 centimeter' van de haal de rug niet meer beweegt. De rug blijft vanzelf vrij rechtop en wordt bijna over de paal naar de kont getrokken als inleiding op het inbuigen; hoe hoger de snelheid hoe meer dit nodig is om het tempo te kunnen halen.
Ontspannen aan het water: diepe verticale beweging vanuit de schouders. Doordat er goed afgestopt is er groot gezeten wordt, bevinden de schouders zich bijna boven de riem(en), zodat deze(n), net zoals wanneer men zich met de armen op borsthoogte van een muurtje omhoog opduwt, vanuit de schouders krachtig en diep word(t)(en) uitgedrukt. De beweging naar de romp, het afstuwen, houdt pas na het laatste water-contact op. Dit is een kwart rondje afgelegd, beide polsen zijn tot dit moment nog vlak om de verticale beweging effectief op de riem(en) over te brengen. Vanaf dit moment stuurt de buitenarm de riem nog steeds met vlakke pols door het tweede kwart van de halve cirkel die de uitpik is en vertraagd pas hier aangekomen in wat de 1 1/2 stop is. De binnenhand draait in dit tweede kwart rustig het blad horizontaal.
Het verticaal met druk loslaten van het water is een belangrijke reden. De boot wordt zo lang mogelijk aangedreven en de boot wordt middels de verticale kracht die een resultaat is van de bladhoek tot het laatste moment in balans gehouden.
1 1/2 stop is de haal beëindigd en moet er ontspannen worden.
3 bodypreparation: massa over het bankje, hoofd rechtop, buitenschouder al naar voren ingedraaid.
wegglijden. De handen bewegen vanuit de relatieve rust van de 1 1/2 stop met een vloeiende doorgaande beweging naar de inpik. Op het moment dat de bodypreparation wordt bereikt, glijdt men zo weg, dat de handen dezelfde snelheid houden.
De snelheid van het bankje neemt nu gelijkmatig toe tot, bijvoorbeeld in de skiff in ed-haal, iets verder dan halverwege de slidings. Bij de acht daarentegen is dit later. Tijdens dit glijden wordt door de continue versnelling de boot op snelheid gehouden.
Hitten: Zet je je blad vast, je hebt veel druk, maar goed doortrappen is er niet meer bij. De beenspieren hoeven eerst alleen het lichaam te versnellen waarvoor een bepaalde kracht ontwikkeld wordt, maar er komt nog de druk bij, een extra belasting.
4 Drifting in the catch. Dit wil zeggen dat de snelheid van het blad zo is dat tijdens de hele inzet(catch), van het eerste water-contact tot volbedekt, je geen druk hebt.
Drifting is drijven, Vanuit deze situatie kan de boot wel goed doorversneld worden op de benen. De truc is dus dat het inveren zo moet zijn dat je precies de goede trapsnelheid hebt op het moment van inzetten. Bijna iedereen hit. Het moet niet zwaar zijn in de inpik maar je moet door de haal kunnen versnellen.
Versnelling door de haal. Als er gehit wordt zie je geen versnelling door de haal. Bij drifting kun je zeer waarschijnlijk meer vermogen door de hele haal uit je spieren halen, en ga je dus harder. Vermogen is kracht en snelheid.
5 Contrast haal. Tijdens de haal, inspanning, worden de spieren niet tot slecht doorbloed. Om de inspanning lang vol te houden moeten de spieren goed doorbloed worden om de benodigde zuurstof en brandstof aan te voeren en de afvalstoffen af te voeren. Dit is alleen bij een lage tot geen spierspanning mogelijk.

## Wedstrijden
Er zijn twee hoofdtypen van wedstrijden in het roeien: de baanwedstrijd en de head-wedstrijd.
- Baanwedstrijd, de standaard roeiwedstrijd op een roeibaan over een afstand van twee kilometer met maximaal zes ploegen in de finale. De ploegen starten tegelijkertijd naast elkaar in zes banen. Als er meer dan zes ploegen zijn, wordt er via een systeem van voorwedstrijden, herkansingen en halve finales uitgemaakt wie de finale mag roeien. Bij grote wedstrijden (WK, Rotsee Regatta, Olympische Spelen) wordt ook bij minder dan 6 ploegen een voorwedstrijd gevaren om de baanindeling voor de finale te bepalen. Er bestaan ook wedstrijden over andere afstanden, de sprint van 500 meter, lange afstanden, zeer lange afstanden, een roeivierkamp en verschillende roeiontmoetingen met een meer recreatief karakter.
- Head-wedstrijd, een wedstrijd meestal op een rivier of kanaal waarbij de ploegen na elkaar starten en waarbij de snelste boot van een veld de winnaar is. De afstand waarover dit soort wedstrijden gaan kunnen sterk uiteenlopen, maar zijn vaak langer dan de standaard twee kilometer. De Head of the River Amstel bijvoorbeeld gaat voor heren zowel als dames over 8 kilometer.

| naam            | type | aantal roeiers | heren | dames | stuurman | min. gewicht |
| --------------- | ---- | -------------- | ----- | ----- | -------- | ------------ |
| Skiff           | 1x   | 1              | O     | O     | nee      | 14 kg        |
| Dubbel twee     | 2x   | 2              | O     | O     | nee      | 27 kg        |
| Twee zonder     | 2-   | 2              | O     | O     | nee      | 27 kg        |
| Twee met        | 2+   | 2              | -     | niet  | ja       | 32 kg        |
| Dubbel vier     | 4x   | 4              | O     | O     | nee      | 52 kg        |
| Dubbel vier met | 4*   | 4              | -     | -     | ja       | 52 kg        |
| Vier zonder     | 4-   | 4              | O     | O     | nee      | 50 kg        |
| Vier met        | 4+   | 4              | -     | -     | ja       | 51 kg        |
| Acht            | 8+   | 8              | O     | O     | ja       | 96 kg        |

- De x geeft scullen aan, twee riemen per roeier. De andere nummers zijn boordnummers.
- De + of het woordje met slaat op een gestuurd nummer, in de boot is een stuurman of -vrouw aanwezig. Bij de andere nummers sturen de roeiers zelf.
- De * geeft zowel scullen aan als het aanwezig zijn van een stuurman of -vrouw aan boord. Dit is dus een verkorting van x+
- Met een O zijn de Olympische nummers in de open klasse aangegeven. Er is ook nog een speciale gewichtsklasse, het zogeheten licht roeien.
- Zie ook Lijst van medaillewinnaars Nederlandse roeiers op de Olympische Spelen

Hierboven zijn de zogenaamde gladde boten opgesomd, de boten die gebruikt worden voor wedstrijden. Het zijn wankele bootjes (met name de skiff), die training vereisen om er zelfs maar in overeind te blijven. Voor het leren roeien zijn er ook de trimmi en C-boten, de C1, C2, C4. Deze boten zijn minder wankel, zijn zwaarder en veiliger voor de beginnende roeier.
De wherry, ten slotte, is een overnaadse boot die nog stabieler is, waar ook meer ruimte heeft voor het meenemen van bagage. Het is een toerboot. Een bijzonder type wherry is nog de zeilwherry, een type waar er nog een paar van in Nederland varen, en waarmee niet alleen geroeid maar ook gezeild kan worden.

### Bijzondere boottypes en toerboten
- De drie (3x) (meestal een 2x+, waar de stuurplek omgebouwd kan worden tot roeiplek)
- De zes met (6+)
- De dubbel acht (8*) (wordt met name gebruikt in opleiding)
- De tien met (10+) (gebouwd door D.S.R. Proteus-Eretes)
- De dubbel zestien (16*) (van botenbouwer Stämpfli)
- De dubbel vier-en-twintig (24*) (van botenbouwer Stämpfli) (dezelfde als de 16*, met een stuk ertussen)
- Wherry (in verschillende groottes, meestal de 2 of 4 met)
- B-type (naar bouwwijze en maten; B-vier)
- C-type (naar bouwwijze en maten: uit plaatmateriaal. C-twee, C-vier)
- Overnaads (vanwege de bouw uit overlappende planken)

### Startvelden
Op roeiwedstrijden wordt gestart in verschillende velden. Er wordt onderscheid gemaakt naar een aantal verschillende aspecten:
| Geslacht De wedstrijden worden normaliter niet gemengd gevaren, er is een onderscheid naar geslacht. Toch is het sinds de 21e eeuw mogelijk om op sommige nationale wedstrijden in een gemengd veld te starten. Op topniveau is dit nog niet toegestaan. | | |
| | mannen vrouwen | |
| Gewicht Er is een onderscheid in twee gewichtsklassen | | |
| | Zwaar roeien of open klasse Licht roeien (heren: gelijk of minder 72,5 kg; bootgemiddelde gelijk of minder dan 70 kg dames: gelijk of minder dan 59 kg; bootgemiddelde gelijk of minder dan 57 kg) | |
| Leeftijd Er wordt onderscheid gemaakt naar leeftijd (waarbij de leeftijd per 31 december van het jaar telt als de leeftijd voor dat jaar) | | |
| | Junioren 11-12 | tot en met 12-jarigen (500m) |
| | Junioren 13-14 | tot en met 14-jarigen (1000m) |
| | Junioren 15-16 | tot en met 16-jarigen (2000m) |
| | Junioren 17-18 | tot en met 18-jarigen (2000m) |
| | Senioren U23 (vroeger senioren B) | tot 23-jarigen (2000m) |
| | Senioren A | open klasse: geen begrenzingen (2000m) |
| | Masters | veteranen, vanaf 27 jaar. Masters A heeft een minimumleeftijd, voor de overige Masters-klassen wordt de gemiddelde leeftijd in de boot berekend. |
| | Masters A | veteranen, vanaf 27 jaar (1000m) |
| | Masters B | veteranen, met gemiddelde leeftijd ten minste 36 jaar; (1000m) |
| | Masters C | veteranen, met gemiddelde leeftijd ten minste 43 jaar; (1000m) |
| | Masters D | veteranen, met gemiddelde leeftijd ten minste 50 jaar; (1000m) |
| | Masters E | veteranen, met gemiddelde leeftijd ten minste 55 jaar; (1000m) |
| | Masters F | veteranen, met gemiddelde leeftijd ten minste 60 jaar; (1000m) |
| | Masters G | veteranen, met gemiddelde leeftijd ten minste 65 jaar; (1000m) |
| | Masters H | veteranen, met gemiddelde leeftijd ten minste 70 jaar; (1000m) |
| Ervaring In speciale klassen wordt gestart om onervaren roeiers ook een kans te geven om af en toe een “blik te trekken”. (Deze ervaring wordt apart bijgehouden voor het boordroeien en het scullen.)                                                   | | |
| | Beginnelingen | Beginneling ben je zolang je nog geen enkele geklasseerde wedstrijd gewonnen hebt. |
| | Nieuwelingen | Nieuweling kun je zijn zolang je minder dan drie klasserende wedstrijden gewonnen hebt (niet van toepassing in België). |
| | Overgangsklasse | Uitkomen in de overgangsklasse kun je zolang je minder dan acht klasserende wedstrijden gewonnen hebt (niet van toepassing in België). |
| | Eerstejaars | (Alleen achten) Een speciale klasse is de eerstejaarsacht. Dit is een klasse die in het studentenroeien een grote rol speelt. Om mee te mogen doen in die klasse gelden specifieke eisen, bijvoorbeeld dat je niet als junior op het junioren-WK mag hebben geroeid en aan het begin van het jaar nog geen klasserende wedstrijd hebben gewonnen (niet van toepassing in België). |

Startvelden worden ingedeeld naar aanleiding van de hierboven aangegeven indeling in velden, gecombineerd met het type boot waarin geroeid wordt, bijvoorbeeld het JW2- veld zijn alle dames-junioren (tot en met 18 jaar) die in de twee-zonder starten; of de MSA8+ is het open veld van de mannen Senioren A-achten.

Het moge duidelijk zijn dat zo een enorm aantal verschillende startvelden kan ontstaan. Per wedstrijd zal bepaald worden welke velden kunnen starten. Op de Randstad Regatta bijvoorbeeld zullen geen veteranen starten, terwijl de Amsterdam Masters daarentegen met name voor de veteranen bedoeld is.

### Roeibladmotieven
Het motief en de kleuren op een roeiblad zijn een belangrijk gegeven in de roeisport. Het is een authentiek en typisch gegeven met doorgaans een lange geschiedenis en traditie. Naast de uniforme kledij wordt het roeiblad en het motief en de kleur ervan geregistreerd en gereglementeerd door de respectievelijke roeifederaties en door de internationale roeibond FISA. Niet alleen roeiverenigingen beschikken allen over een authentiek roeibladmotief en roeibladkleurkeuze, maar ook alle roeinaties hebben een dergelijk herkenbaar roeiblad. Bij de nationale staten wordt lang niet uitsluitend naar de nationale vlag gerefereerd. Meestal worden de bekende landkleuren overgenomen, maar het motief is soms volkomen uniek, zoals het roeiblad van de Verenigde Staten, Ierland of Tsjechië.

## Roei-evenementen

### Nationale roei-evenementen in Nederland
- Winterwedstrijden van Proteus-Eretes op de Schie te Delft over 5000 m. Opening roeiseizoen.
- Heineken Roeivierkamp van ASR Nereus op de Amstel: vier races over vier afstanden in één weekend.
- Head of the River Amstel van ARB en Willem III, een van de internationaal meest bekende races.
- Jeugd- & Tweehead, op de Amstel, georganiseerd door KARZV De Hoop.
- Skiffhead op de Amstel, georganiseerd door KARZV De Hoop.
- Hollandia, van de KZRV Hollandia met ondersteuning van U.S.R. Triton en KSRV Njord, op de Bosbaan.
- Varsity te Houten, van de KNSRB (Koninklijke Nederlandsche Studenten Roeibond),  georganiseerd door U.S.R. Triton, met als belangrijkste nummer 'De Oude Vier'.
- Damen Raceroei Regatta, op de Willem-Alexanderbaan, georganiseerd door D.S.R.V. Laga.
- ZRB, op de Watersportbaan Tilburg.
- Westelijke Regatta (voorheen Boekel De Nerée of Randstad Regatta) van de ZHRB (Zuid-Hollandse Roeibond), op de Bosbaan of de Willem Alexanderbaan. De Randstad Regatta / Boekel de Nerée werd destijds samen met KARZV De Hoop georganiseerd.
- Spaarne Lenterace.
- Thetis Sprint van Thetis, de vrouwelijke tak van Nereus, op de Bosbaan.
- ARB, de Amsterdamsche Roeibond, op de Bosbaan.
- Dutch Masters Open.
- Martini Regatta, op Harkstede.
- Koninklijke / Holland Beker, van Holland Beker Wedstrijd Vereeniging, De KNZ&RV, De Maas, Skøll en KNRB, op de Bosbaan
- Dutch International Youth Regatta, de afsluiting van het wedstrijdseizoen voor junioren: hier vindt kwalificatie voor de Coupe de la Jeunesse plaats. Wordt georganiseerd door de Stichting R-TON op de Bosbaan.
- Tromp Boat Races van Cornelis Tromp in Hilversum.
- Argo Sprint van W.S.R. Argo, op de Bosbaan.
- NSRF Nationale Slotwedstrijden, de afsluiting van het nationale studenten - wedstrijdseizoen op de Bosbaan.
- Novembervieren, de nationale wedstrijd voor vieren van de KARZV De Hoop, op de Amstel.
- Asopos najaarswedstrijden, op de Bosbaan georganiseerd door Asopos de Vliet. Enige nationale kortebaanwedstrijd in de herfst.
- Hel van het Noorden van G.S.R. Aegir, Groningen. Een "hel" vanwege de lange afstand en het regelmatig slechte en koude weer (november).

### Andere roei-evenementen in Nederland
- Lingebokaal & Coupe des Dames, Een 6 km lange achtervolgingsrace op de Linge, georganiseerd door RV Leerdam in de 1e of 2e week van november.
- Gyas-Hunze Race, een winterse achtervolgingsrace door de grachten van Groningen, georganiseerd door Gyas en De Hunze.
- HOT openingstoernooi door TSR Vidar op de Watersportbaan Tilburg.
- Skøll Cup van de A.A.S.R. Skøll, een van de grootste competitiewedstrijden van Nederland, gehouden op de Bosbaan te Amstelveen.
- Elfstedentocht, 200 km roei-estafette in Friesland, de roeiersvariant van de bekende schaatswedstrijd.
- Ringvaart Regatta van Laga, een voornamelijk recreatieve roeimarathon over 100 kilometer.
- Hart van Holland, een roeimarathon door het Groene Hart van Holland over 70 kilometer, georganiseerd door Utrechtse Roeivereniging Viking.
- Proteus-Eretes in 't Lang van Proteus-Eretes, een van de grotere competitiewedstrijden van Nederland. Deze relatief lange achtervolgingsrace wordt verroeid over 4,5 kilometer op de Schie tussen Rotterdam en Delft.
- Asopos Driekamp, een boord-aan-boordwedstrijd over 250 en 500 meter en een achtervolgingsrace over 1250 meter. Georganiseerd door Asopos de Vliet.
- Orca's Competitie Slotwedstrijden en Bedrijfsachtenregatta, de afsluiting van het Nederlandse competitieroeiseizoen.
- Gyas Meerkamp, een competitiewedstrijd op het Hoornse Meer in Groningen. Bestaande uit een lange afstand van 1750 meter en een korte afstand van 450 meter, de laatste wedstrijd van alle sprintbokalen.
- Amstelbeker, een boord-aan-boordwedstrijd voor verenigingsachten van studenten- en burgerverenigingen op uitnodiging door de KNSRB en KARZV De Hoop.
- Eemhead, georganiseerd door Roeivereniging Hemus op de Eem.
- Herfstregatta, georganiseerd door E.S.R. Thêta. Een regatta over vier afstanden op het Eindhovens Kanaal.
- Verschillende drakenbootfeesten.
- Twentsche Winter Wedstrijden, georganiseerd door Roeivereniging Tubantia. Een tijdrace over 4000 meter tussen Delden en Hengelo (Ov.)
- Amstel Roeimarathon, 55 km door en rond Amsterdam, georganiseerd door R&ZV de Amstel, medio April.

### Nationale competities en klassementen in Nederland
- Interstroom Klassement voor Eerstejaarsachten voor Eerstejaars wedstrijdroeiers in een acht (vanaf 2009).
- Ernst & Young Klassement voor Eerstejaars wedstrijdroeiers in een acht (tot 2009).
- Kruithuisbokaal voor Club achten.
- Skøll Bokaal der Clubquadruples voor Club dubbelvieren.
- Vlietbokaal voor Competitie vieren.
- Skøll Ask&Embla Bokaal voor dubbeltwee's.
- Skøll Skiff Bokaal voor skiffs.
- NOOC B4+ Bokaal voor B4'en
- NOOC C4+ Bokaal voor C4'en

### Nationale en internationale roei-evenementen in België
- Internationale Nieuweghe-Brugge "NB8+" Langeafstand, Brugge
- Tête de Rivière Internationale, Seneffe
- Internationale Lente-regatta GRS - Internationaal Vlaams Kampioenschap voor Senioren en Internationaal Belgisch Kampioenschap voor Junioren, Gent
- Belgische Kampioenschappen korte boottypes + Regatta TRT Hazewinkel, Hazewinkel
- Internationale Regatta van Sport Gent of May regatta KRSG - is het Internationaal Belgisch Kampioenschap voor Senioren en Internationaal Vlaams Kampioenschap voor Junioren, Gent
- 1000 mètres de Liège, Luik
- Internationale Regatta KRCG, Gent
- Belgische Kampioenschappen lange boottypes + Regatta RSNB, Hazewinkel
- Doortocht van Gent

### Ergometer-evenementen

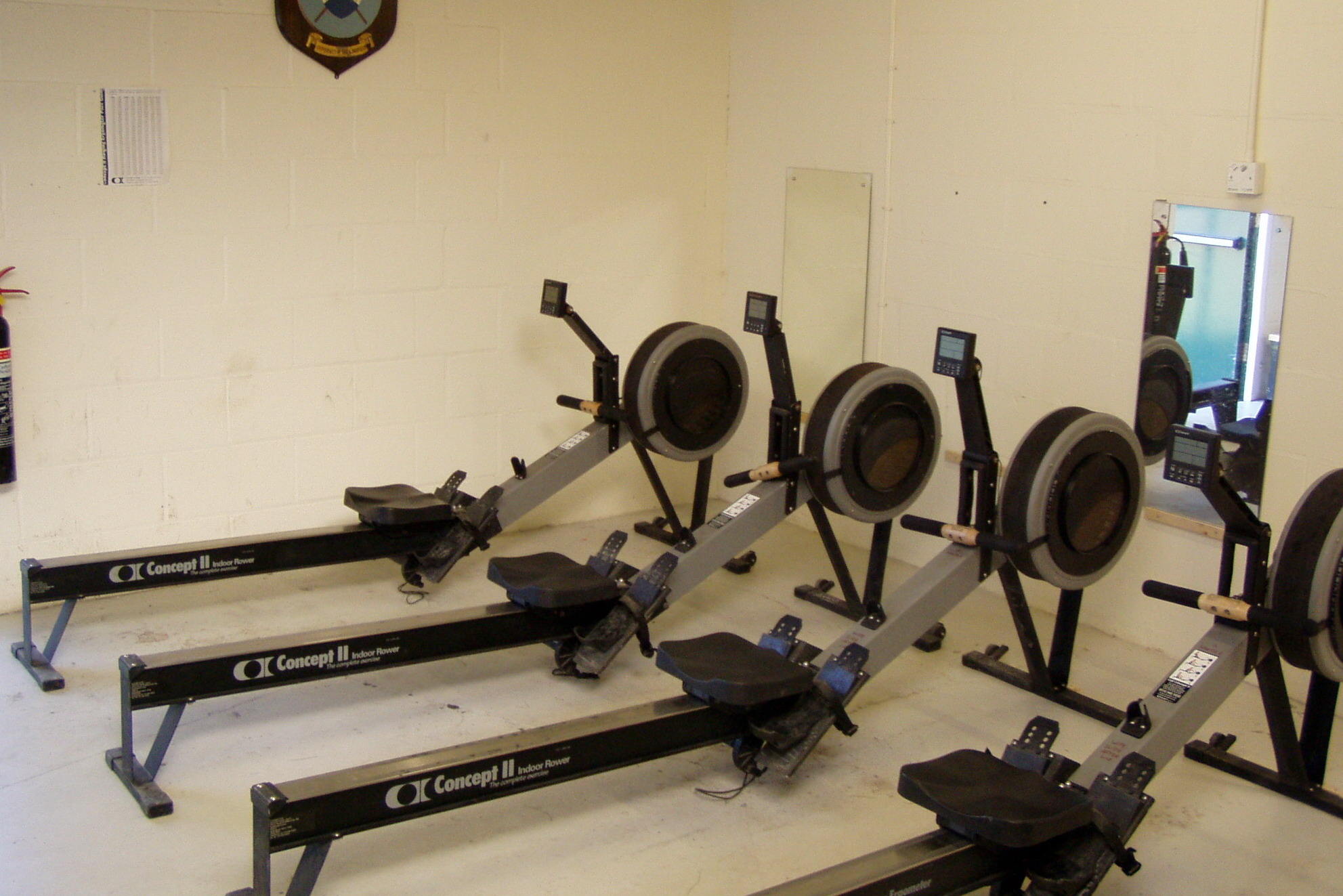
Ergometers

#### Nederland
- Ergohead, 20 minuten roeien op de ergometer, georganiseerd door R&ZV De Amstel. Meestal eind januari, in 2014 ook eens georganiseerd in december.
- NKIR, 2000 m roeien op een RP3 ergometer, georganiseerd door ASR Nereus Meestal in december, in 2015 is het georganiseerd in januari.
- CEK, 2000 m roeien op een Concept2 ergometer, georganiseerd door D.S.R. Proteus-Eretes, H.S.R.V. Pelargos en R.S.V.U. Okeanos. Sinds 2024 georganiseerd in december.
- Open Tilburgs Kampioenschap Indoorroeien, elk jaar in januari georganiseerd door de TSR Vidar en de Tilburgse Open Roeivereniging.

#### België
- GRS Ergometerkampioenschappen, georganiseerd door de Gentse Roei- en Sportvereniging (GRS).
- Open Belgian Indoorrowing Championship (OBIC), georganiseerd door de Antwerpse Roeivereniging (ARV), samen met The Finish, deze internationale ergometerwedstrijd wordt beschouwd als het officieus Nationaal Belgisch Kampioenschap indoorroeien.

### Internationale roei-evenementen
- Olympische Spelen
- Wereldkampioenschappen roeien
- Wereldbeker roeien
- Europese kampioenschappen roeien
- Wereldkampioenschappen roeien onder 23
- Wereldkampioenschappen roeien junioren
- FISA Masters
- May Regatta of Internationaal Belgisch Kampioenschap / Regatta van KR Sport Gent
- Koninklijke Holland Beker, van Holland Beker Wedstrijd Vereeniging, De Maas, Skøll en KNRB, op de Bosbaan
- Boat Race. De wedstrijd tussen de universiteitsploegen (8+) van Oxford en Cambridge.
- Henley Royal Regatta, een grootse traditionele roeiwedstrijd in Engeland. (vergelijkbaar met Wimbledon voor het tennis)
- Rotsee Regatta te Luzern
- Head of the Charles in Boston, de grootste Amerikaanse wedstrijd.
- Coupe de la Jeunesse
- Atlantic Challenge
- Royal St. John's Regatta in de Canadese stad St. John's, de oudste roeiwedstrijd van Noord-Amerika

### Andere
In Vlaanderen worden zogenaamde "jeugdtriathlons" georganiseerd.
Dat zijn wedstrijden die samengesteld zijn uit lopen, roeien en een roeislalom.
De afstanden die gelopen of geroeid worden zijn afhankelijk van de categorie. De categorieën die hieraan deelnemen gaan van Junioren 9-10 tot Junioren 13-14 (uitzonderlijk Junioren 15-16).
- 9-10-jarigen: 1000 m lopen, 250 m lijnproef via het "time-trail"-systeem.
- 11-12-jarigen: 1000 m lopen, 500 m lijnproef in reeksen.
- 13-14-jarigen: 2000 m lopen, 1000 m lijnproef in reeksen.
- 15-16-jarigen: 3000 m lopen, 2000 m lijnproef in reeksen.

De slalomproef is voor iedereen hetzelfde.
De individuele uitslag wordt berekend op een puntenklassement per categorie. Doorgaans wordt er ook een clubklassement georganiseerd die de collectieve prestatie per club over alle categorieën bekroont.
De Koninklijke Roeivereniging Club Gent heeft het niet zo begrepen op slalommen met een ranke jeugdskiff en houdt het daarom bij zijn jaarlijkse traditionele roei-duathlon.

### Vroeger
De Regatta van Terdonk was vanaf het laatste kwart van de 19de eeuw tot 1954 een roeiwedstrijd op het Belgisch-Nederlandse Kanaal Gent-Terneuzen. Het was gedurende vele jaren een massale publiekstrekker met groot internationaal aanzien.
Deze regatta was in de UK bekend als May Regatta en plaatselijk als bootjesvaring. Er was daar in de jaren dertig van de twintigste eeuw ook al een studentenregatta, georganiseerd door T.S.G. 't Zal Wel Gaan in samenwerking met de Koninklijke Roeivereniging Club Gent.
Tijdens de Wereldtentoonstelling van 1913 werden hier ook de voor Gent eerste FISA Europese Kampioenschappen roeien ingericht. Vanaf de tweede FISA Europese Kampioenschappen van 1955 werd de Watersportbaan de nieuwe locatie. Het was een organisatie van de Koninklijke Roeivereniging Club Gent, de allereerste buitenlandse overwinnaars van de Grand Challenge Cup op de Henley Royal Regatta.

## Roeien in Nederland
Nederland beschikt over twee tweekilometerroeibanen die aan de internationale normen voldoen (8 banen breed, 6 wedstrijdbanen, een oproeibaan en een uitroeibaan), de Bosbaan in Amsterdam en sinds 2012 de Willem-Alexanderbaan in Rotterdam. De roeibaan in Tilburg beschikt over 4 banen en is dus te smal naar internationale normen. Op deze roeibaan worden wel enkele nationale wedstrijden geroeid. Van 1991 tot 2014 beschikte Nederland nog over een andere tweekilometerroeibaan, namelijk de watersportbaan in Harkstede (Groningen). In 2014 werd echter het definitieve besluit genomen om de baan te sluiten.

### Polyvalente roeicentra
- Bosbaan Amsterdam
- Roeicentrum Berlagebrug Amsterdam
- Watersportbaan Tilburg

## Roeien in België
In België is de baan in Hazewinkel geschikt voor wedstrijden volgens de normen van de FISA en worden
op de Watersportbaan te Gent 2 belangrijke FISA selectieregattas gehouden waaronder de bekende May Regatta.
De Belgian Rowing Foundation, de Koninklijke Belgische Roeibond, de Vlaamse Roeiliga en de Oost-Vlaamse Roeiliga (Gent)
nemen het merendeel van de organisaties voor hun rekening.

### Polyvalente Roeicentra
- Hazewinkel (Willebroek)
- Gentse Watersportbaan.
- Roeicentrum Scheldevallei (Wichelen)